# Heterotrissocladius changi
Heterotrissocladius changi är en tvåvingeart som beskrevs av Ole Anton Saether 1975. Heterotrissocladius changi ingår i släktet Heterotrissocladius och familjen fjädermyggor. Inga underarter finns listade i Catalogue of Life.